# 加菲爾德鎮區 (堪薩斯州芬尼縣)
加菲爾德鎮區（英語：Garfield Township）為位在美國堪薩斯州芬尼縣的鎮區。2010年美国人口普查中該鎮區人口有288人。

## 地理
加菲爾德鎮區涵蓋面積1,116.65平方（431.14平方英里），境內無城鎮設立。加菲爾德鎮區境內有許多鬼城。

### 墓園
根據美國地質調查局的資料，此鎮區擁有2座墓園：
- 埃米嫩斯墓園（Eminence Cemetery）
- 加菲爾德墓園（Garfield Cemetery）

## 人口統計
根據2010年美國人口普查，加菲爾德鎮區人口有288人，人口密度為0.26人/平方公里。種族組成方面，白人273人；非裔美洲人1人；美洲原住民0人；亞洲人0人；太平洋島民0人；其他種族14人；兩個或以上種族0人。另外西班牙裔美國人及拉丁美洲人為34人。

## 外部連結
- US-Counties.com
- City-Data.com（页面存档备份，存于）